# Favorit FM
 Der er for få eller ingen kildehenvisninger i denne artikel, hvilket er et problem. Du kan hjælpe ved at angive troværdige kilder til de påstande, som fremføres i artiklen.

Favorit FM er et fælles navn for to radiostationer i Midt- & Vestjylland; Radio Favorit FM i Holstebro og Viborg Favorit FM i Viborg.
Der blev tidligere sendt på de to frekvensnet under navnene Holstebro Guld FM og Viborg Guld FM.
Favorit FM spiller nonstop musik fra 1960'erne og frem. Der er ingen værter, men dog vejrudsigt hver time på hverdage, samt lokale reklamer og events/konkurrencer.
Begge Favorit FM-radioerne administreres af Radio Viborg.
Radio Favorit FM i Holstebro er 100% ejet af Midtjyske Medier, mens Viborg Favorit FM er ejet af Midtjyske Medier (2/3) og Viborg Lokalradio Forening (1/3).